# Bańska Wyżna
Bańska Wyżna is een plaats in het Poolse district Nowotarski, woiwodschap Klein-Polen. De plaats maakt deel uit van de gemeente Szaflary en telt 600 inwoners.